# ザ・ゴールデン・エイジ・オブ・グロテスク
『ザ・ゴールデン・エイジ・オブ・グロテスク』（英: The Golden Age of Grotesque）は、アメリカのロックバンドマリリン・マンソンが2003年に発表したアルバム、およびそのアルバム中の収録曲。また、ロサンゼルスのContemporary Exhibitionsで開催された彼のアート展のタイトル。

## 概要
全米初登場1位を獲得した本作は、『アンチクライスト・スーパースター』（1996年）、『メカニカル・アニマルズ』（1998年）、『ホーリー・ウッド〜イン・ザ・シャドウ・オブ・ザ・ヴァリー・オブ・デス』（2000年）と続いた3部作を終えて、マリリン・マンソンが新たな一歩を踏み出したアルバムである。
前作から3年ぶりとなった本作は、ヘヴィロウテンポナンバーが多数収録されて一般受けが悪く商業的に失敗したといわれる前作とはアプローチそのものがかなり異なる。まず、サウンドとしてはラウド的な音の分厚さを残しつつ、テクノ、デジタルビートやダンスビートを取り入れている曲が多く見られ、比較的ポップな曲が多い。そういったサウンド・ジャケットなどのアートワークから、サイバティックな印象を受ける。更に、作曲にマンソンが参加した曲が非常に多く、いままで作詞を主に担当していたマンソンが作曲にもその幅を広げている。
また、歌詞にはブラックユーモアに満ちた造語など言葉遊びが多く見られるほか、このアルバムのコンセプトとリンクした初の絵画展を開催したり、自らの夢からインスピレーションを得て、思いついたイメージから作られたという曲「モブシーン」のビデオを監督したり、タイトル曲のドラムを担当するなど、音楽とヴィジュアルの両面で精力的な創作活動を展開している。

ジャケットや歌詞カードの写真は、ミッキーマウスのような耳を付け、白黒であり、歯はアイスピックのようなものがたくさん並んでいるものであり、何パターンかある。

## 製作メンバー
製作メンバーはマリリン・マンソンと『スメルス・ライク・チルドレン』制作から長く付き合いをしている、ジョニー・ハードクターと、ティム・スコルドやジンジャー・フィッシュ、マドンナ・ウェイン・ゲイシーそして、ジョン5である。ジョン5はこのアルバムの制作途中に脱退したが名前はクレジットに記されている。

## 収録曲
全編作詞はマリリン・マンソン。日本盤にはボーナス・トラックとしてティンテッド・ラヴ、バブーン・レイプ・パーティー、パラノイアックの3曲が収録されており、さらに初回盤にはDVDが付属している。
| #   | タイトル                                                 | 作詞 | 作曲                                | 時間 |
| --- | -------------------------------------------------------- | ---- | ----------------------------------- | ---- |
| 1.  | 「THAETER」(インストゥロメンタル)                        |      | ゲシー、マンソン、スコルド          | 1:14 |
| 2.  | 「ディス・イズ・ザ・ニュー・シット」                     |      | ジョン5、マンソン、スコルド         | 4:20 |
| 3.  | 「モブシーン」                                           |      | ジョン5、マンソン                   | 3:25 |
| 4.  | 「ドール-ダッガ・バズ-バズ・ジゲティ-ザグ」              |      | ジョン5、マンソン、スコルド         | 4:11 |
| 5.  | 「ユーズ・ユア・フィスト・アンド・ノット・ユア・マウス」 |      | ジョン5、マンソン                   | 3:34 |
| 6.  | 「ザ・ゴールデン・エイジ・オブ・グロテスク」             |      | ジョン5、マンソン                   | 4:05 |
| 7.  | 「（s）AINT〜セイント」                                  |      | ジョン5、マンソン、スコルド         | 3:42 |
| 8.  | 「カ-ブーム・カ-ブーム」                                 |      | ジョン5、スコルド                   | 4:02 |
| 9.  | 「スラットガーデン」                                     |      | ジョン5、マンソン                   | 4:06 |
| 10. | 「スペード」                                             |      | ジョン5                             | 4:34 |
| 11. | 「パラ-ノイア」                                          |      | ジョン5、ゲシー、マンソン、スコルド | 6:01 |
| 12. | 「ザ・ブライト・ヤング・シングス」                       |      | ジョン5                             | 4:19 |
| 13. | 「ベター・オブ・トゥー・イーヴルズ」                     |      | ジョン5、ゲシー、マンソン、スコルド | 3:48 |
| 14. | 「ヴォーデヴィル」                                       |      | ジョン5、スコルド                   | 4:39 |
| 15. | 「オブシクィ（ザ・デス・オブ・アート）」                 |      | マンソン、スコルド                  | 1:34 |

| #   | タイトル                                                             | 作詞・作曲                          | 時間 |
| --- | -------------------------------------------------------------------- | ----------------------------------- | ---- |
| 16. | 「ティンテッド・ラヴ」(ボーナス・トラック)                           | エド・コブ                          | 3:24 |
| 17. | 「バブーン・レイプ・パーティー」(イギリス／日本盤ボーナス・トラック) | マンソン、スコルド                  | 2:41 |
| 18. | 「パラノイアック」(パラ-ノイア・リミックス日本盤ボーナス・トラック)  | ジョン5、ゲシー、マンソン、スコルド | 3:57 |

## 発売日
| 地域           | 日付          | レーベル                   | 規格               | 目録      |
| -------------- | ------------- | -------------------------- | ------------------ | --------- |
| メキシコ       | 2003年5月5日  | インタースコープ・レコード | コンパクトディスク | 9800078   |
| ドイツ         | 2003年5月12日 | インタースコープ・レコード | コンパクトディスク | —         |
| 北米           | 2003年5月13日 | インタースコープ・レコード | コンパクトディスク | 37002     |
| イギリス       | 2003年5月13日 | インタースコープ・レコード | コンパクトディスク | 9800065   |
| オーストラリア | 2003年5月19日 | インタースコープ・レコード | コンパクトディスク | 9800065   |
| 日本           | 2003年6月17日 | インタースコープ・レコード | コンパクトディスク | UICS 1050 |